# Basoda
1753–1948
Entités précédentes :
- Raj britannique

Entités suivantes :
- Inde

Basoda, connu aussi comme Haidargarh-Basoda, est un ancien État princier des Indes créé comme État vassal de Gwalior. Ses souverains étaient d'origine pachtoune. Ils  choisirent de rejoindre l'Inde en 1947 mais se maintinrent au pouvoir jusqu'en 1948 quand l'État princier fut intégré dans l'État du Madhya Bharat et puis du Madhya Pradesh.

## Dirigeants: Nawab
- 1753 - 1786 : Ahsan Allah Khân
- 1786 - 1800 : Baqa Allah Khân
- 18.. - 1864 : Asad Alî Khân
- 1864 - 1896 : Omar Alî Khân
- 1897 - 1929 : Haydar Alî Khân
- 1929 - 1948 : Mohammad Ayyub Alî Khân